# Theodor Horst Grell
Theodor Horst Grell (geboren 19. Dezember 1909 in Breslau; gestorben 21. April 1987 in München) war ein deutscher NSDAP-Funktionär und Diplomat in der Zeit des Nationalsozialismus.

## Leben
Grell besuchte das Friedrichwerdersche Gymnasium in Berlin und das Reformgymnasium in Goldap. Von 1928 bis 1932 studierte er Rechtswissenschaften in Marburg, Lausanne und Königsberg. Nach dem Referendarexamen trat er im April 1933 in den Justizdienst ein und wechselte im selben Jahr in die Verwaltung. Bereits mit vierzehn Jahren war er dem Jungsturm beigetreten. Von 1928 bis 1932 gehörte er der SA an, ab dem 1. März 1933 der SS, zuletzt als Obersturmführer im Stab des SS-Hauptamts. 1926/27 war er Mitglied der Deutschvölkischen Freiheitspartei gewesen, zum 1. Mai 1929 trat er der NSDAP bei (Mitgliedsnummer 131.473). Von 1930 bis 1933 war er Rechtsamtsleiter der Gauleitung Ostpreußen und Gauredner, danach Gaurechtsstellenleiter der NSV in Kurhessen.
1937 trat er als Attaché in den Dienst des Auswärtigen Amts ein und wurde in Marseille und Ankara eingesetzt. Bei Beginn des Zweiten Weltkrieges wurde Grell im September 1939 Soldat, wurde aber im April 1940 schwer verwundet. Noch vor dem deutschen Überfall auf Jugoslawien kam er am 27. November 1940 in die Gesandtschaft nach Belgrad und leitete von April 1941 bis Ende 1942 das Konsulat in Orșova im westlichen Rumänien. Nach einem Einsatz in der Berliner Zentrale war er von Februar bis Oktober 1943 Konsul in Marseille. Nach der deutschen Besetzung Ungarns im April 1944 kam er am 23. Mai 1944 als Sachbearbeiter für Judenfragen an die Gesandtschaft nach Budapest. Hier war Edmund Veesenmayer zum „Bevollmächtigten des Großdeutschen Reiches in Ungarn“ ernannt worden. Grell sollte auf Anweisung des Judenreferenten in der Berliner Zentrale Eberhard von Thadden für eine Berichterstattung der Judenmaßnahmen direkt an den Reichsaußenminister sorgen. Seit April 1944 war das Eichmann-Kommando mit Unterstützung der ungarischen Behörden und der deutschen Botschaft dabei, 400.000 ungarische Juden nach Auschwitz zu deportieren. Bei der Deportation der ungarischen Juden übernahm Grell von Adolf Hezinger die Aufgabe, die ausländischen Juden auszusortieren, wozu er die ungarischen Zwischenlager aufsuchen musste.
Grell berichtete am 19. August 1944 an das Auswärtige Amt, dass der ungarische Innenminister Andor Jaross die Evakuierung der Budapester Juden zum 25. August 1944 gestattet habe. Der erste Transport mit sechs Eisenbahnzügen und insgesamt 20.000 Juden solle am 27. August starten, danach täglich drei Züge mit insgesamt 9.000 Juden. Die „Konzentrierung erfolgt ausschließlich durch ungarische Gendarmerie“. Unter ausländischem Druck geraten, verhinderte aber das Horthy-Regime nun die Fortsetzung der Deportationen. Im Oktober 1944, nach dem von den Deutschen unterstützten Staatsstreich durch die Pfeilkreuzler, sollten sie wieder aufgenommen werden, was aber kriegsbedingt nur noch in Ansätzen möglich war, indem Adolf Eichmann mangels Transportkapazitäten der Eisenbahn einen Fußmarsch von etwa 50.000 Budapester Juden Richtung Südostwall organisierte.

## Ermittlungen
Da Grell seit Februar 1945 als Leutnant wieder Wehrmachtsangehöriger war, kam er nach Kriegsende in amerikanische Kriegsgefangenschaft ins Entlassungslager Mauerkirchen, aus dem er im Juli 1945 entlassen wurde und nach Marburg ging. Er wurde 1947 im Rahmen der Ermittlungen zum Wilhelmstraßen-Prozess erneut festgenommen und am 22. Juli 1947 in Kassel vernommen. Dabei behauptete er, von der Vernichtungsaktion nichts gewusst zu haben, und wurde im August 1948 aus der Zeugenhaft entlassen. Seine Entnazifizierung ist nicht bekannt, hatte aber zum Ergebnis, dass er in der Bundesrepublik als Rechtsanwalt arbeiten durfte. Bei den Ermittlungen gegen Hermann Krumey und Otto Hunsche im Jahr 1957 wurde auch Grell von der Staatsanwaltschaft Stuttgart verhört. Zwischen November 1959 und März 1960 wurde Grell von der Staatsanwaltschaft Frankfurt erneut festgenommen und wegen der Mitwirkung an der Ermordung der ungarischen Juden verhört.
Im Rahmen des Eichmann-Prozesses wurde Grell als Zeuge der Verteidigung – Eichmanns Verteidiger war Robert Servatius – am 14. Juni 1961 vor dem Amtsgericht Berchtesgaden vernommen, da Grell dort seinen Wohnsitz hatte. Grell bezeichnete sich zu diesem Zeitpunkt als Rechtsanwalt im Ruhestand. Grell erklärte dabei auch, dass die 1948 bei den Nürnberger Prozessen abgegebene Zeugenaussage insofern unwahr war, als dass alle Schuld auf die NS-Funktionäre geschoben wurde, die zu dem Zeitpunkt tot oder vermutlich tot waren.